# Бутлар
Бутлар (нем. Buttlar) — община в Германии, в земле Тюрингия. 
Входит в состав района Вартбург.  Население составляет 1393 человека (на 31 декабря 2010 года). Занимает площадь 21,27 км².
Коммуна подразделяется на 4 сельских округа.